# Nazionale maschile di football americano dell'Estonia
La nazionale di football americano dell'Estonia è la selezione maggiore maschile di football americano  che rappresenta l'Estonia nelle varie competizioni ufficiali o amichevoli riservate a squadre nazionali.
Ha partecipato all'edizione 2018 della Baltic League, raggiungendo il secondo posto alle spalle dei Riga Lions.

## Risultati
Legenda: Grassetto: Risultato migliore, Corsivo: Mancate partecipazioni

## Dettaglio stagioni

### Tornei

#### Baltic League
| Stagione | regular season | regular season | regular season | regular season | regular season | regular season | playoff | playoff | playoff | playoff | playoff | playoff       | playoff    |
|          | Vin            | Par            | Per            | Tot            | PF             | PS             | Vin     | Per     | Tot     | PF      | PS      | risultato     | avversaria |
| -------- | -------------- | -------------- | -------------- | -------------- | -------------- | -------------- | ------- | ------- | ------- | ------- | ------- | ------------- | ---------- |
| 2018     | 3              | 0              | 0              | 3              | 100            | 36             | 0       | 1       | 1       | 20      | 28      | Secondo posto | Riga Lions |
| Totale   | 3              | 0              | 0              | 3              | 100            | 36             | 0       | 1       | 1       | 20      | 28      |               |            |

Fonti: Enciclopedia del Football - A cura di Roberto Mezzetti

### Riepilogo partite disputate
| Anno              | Luogo | Evento        | Fase del torneo | Incontro                      | Risultato     |
| 8 settembre 2018  |       | Baltic League | Girone          | Estonia - Riga Lions          | 40 - 12       |
| 29 settembre 2018 |       | Baltic League | Girone          | Estonia - Kaunas Dukes        | 24 - 0 d.g.s. |
| 6 ottobre 2018    |       | Baltic League | Girone          | Vilnius Iron Wolves - Estonia | 24 - 36       |
| 28 ottobre 2018   |       | Baltic League | Baltic Bowl IV  | Estonia - Riga Lions          | 20 - 28       |